# Aeropuerto Internacional de Ottawa
El Aeropuerto Internacional de Ottawa/McDonald-Cartier (del francés: L'aéroport international Macdonald-Cartier) (IATA: YOW, OACI: CYOW) en Riverside South, Ottawa, Ontario, Canadá es nombrado en honor a Sirs John A. Macdonald y George-Étienne Cartier. Localizado a 5.5 NM (10.2 km; 6.3 mi) al sudeste del centro de la ciudad, es el sexto aeropuerto de mayor ocupación en Canadá con respecto a pasajeros y el décimo en términos de operaciones aéreas. Este aeropuerto es también una ciudad foco para Air Canada Jazz y Air Canada y es el hub para First Air. Desde julio del 2008 Ottawa pasó al Aeropuerto Internacional de Halifax Stanfield para ser el aeropuerto con mayor crecimiento entre los aeropuertos más importantes de este país.
Este aeropuerto fue conocido en un principio como CFB Ottawa South/CFB Uplands.
El Aeropuerto Internacional de Ottawa es clasificado como un aeropuerto de entrada por la sociedad Nav Canada y es resguardado por la Canada Border Services Agency. Oficiales de la CBSA en este aeropuerto solo pueden supervisar vuelos no mayores de 165 pasajeros, a menos que los pasajeros sean desembarcados en dos etapas.
El Aeropuerto Internacional de Ottawa ofrece servicios de migraciones y aduanas de EUA.

## Aerolíneas y destinos
El aeropuerto Macdonald-Cartier es parte del corredor aéreo más concurrido de Canadá entre Ottawa, Montreal y Toronto, que comúnmente se conoce como el Triángulo del Este. El aeropuerto también es una puerta de entrada para vuelos al Ártico oriental a través de Iqaluit. Si bien el aeropuerto de Ottawa sirve a muchas de las principales aerolíneas de América del Norte y tiene vuelos a Europa y a varias ciudades de los Estados Unidos, Ottawa es solo la quinta área metropolitana más grande de Canadá y no es un centro de conexiones para ninguna aerolínea.

### Pasajeros
| Aerolíneas         | Destinos |
| ------------------ | --- |
| Air Canada         | Calgary, Londres–Heathrow, Montreal–Trudeau, Toronto–Pearson, Vancouver Estacional: Cancún, Montego Bay (reinicia el 7 de diciembre de 2025), Nasáu (inicia el 5 de diciembre de 2025), Punta Cana |
| Air Canada Express | Halifax, Montreal–Trudeau, Quebec, Toronto–Billy Bishop, Washington–National, Winnipeg |
| Air Canada Rouge   | Estacional: Fort Lauderdale, Orlando Tampa |
| Air France         | París–Charles de Gaulle |
| Air North          | Estacional: Whitehorse, Yellowknife |
| Air Transat        | Estacional: Cancún, Puerto Plata, Punta Cana |
| Canadian North     | Iqaluit, Rankin Inlet, Yellowknife |
| Porter Airlines    | Boston, Calgary, Charlottetown, Edmonton, Fort Lauderdale, Fredericton, Halifax, Moncton, Newark, Orlando, San Juan de Terranova, Thunder Bay, Toronto–Billy Bishop, Toronto–Pearson, Vancouver, Winnipeg Estacional: Cancún (inicia el 17 de diciembre de 2025), Fort Myers, Gran Caimán (inicia el 19 de diciembre de 2025), Liberia (CR) (inicia el 17 de diciembre de 2025), Nasáu (inicia el 13 de diciembre de 2025), Puerto Vallarta (inicia el 13 de diciembre de 2025), Tampa, Victoria |
| United Express     | Chicago–O'Hare, Newark, Washington–Dulles |
| WestJet            | Calgary, Edmonton, Toronto–Pearson, Winnipeg Estacional: Fort Myers, Vancouver |

### Carga
Vuelos de carga y/o combinados sin escala y en el mismo avión.
| Aerolíneas       | Destinos                                                        |
| ---------------- | --------------------------------------------------------------- |
| Canadian North   | Iqaluit                                                         |
| Cargojet Airways | Hamilton (ON), Iqaluit                                          |
| FedEx Express    | Búfalo, Indianápolis, Memphis, Montreal–Mirabel, Nueva York–JFK |

### Destinos nacionales
Se brinda servicio a 19 ciudades dentro del país a cargo de 6 aerolíneas.
| Destinos nacionales del Aeropuerto de Ottawa YOW YYC YYG YEG YFC YHZ YQM YFB YUL YQB YRT YQT YYT YYZ YTZ YVR YYJ YWG YXY YZF | Destinos nacionales del Aeropuerto de Ottawa YOW YYC YYG YEG YFC YHZ YQM YFB YUL YQB YRT YQT YYT YYZ YTZ YVR YYJ YWG YXY YZF | Destinos nacionales del Aeropuerto de Ottawa YOW YYC YYG YEG YFC YHZ YQM YFB YUL YQB YRT YQT YYT YYZ YTZ YVR YYJ YWG YXY YZF | Destinos nacionales del Aeropuerto de Ottawa YOW YYC YYG YEG YFC YHZ YQM YFB YUL YQB YRT YQT YYT YYZ YTZ YVR YYJ YWG YXY YZF | Destinos nacionales del Aeropuerto de Ottawa YOW YYC YYG YEG YFC YHZ YQM YFB YUL YQB YRT YQT YYT YYZ YTZ YVR YYJ YWG YXY YZF | Destinos nacionales del Aeropuerto de Ottawa YOW YYC YYG YEG YFC YHZ YQM YFB YUL YQB YRT YQT YYT YYZ YTZ YVR YYJ YWG YXY YZF | Destinos nacionales del Aeropuerto de Ottawa YOW YYC YYG YEG YFC YHZ YQM YFB YUL YQB YRT YQT YYT YYZ YTZ YVR YYJ YWG YXY YZF | Destinos nacionales del Aeropuerto de Ottawa YOW YYC YYG YEG YFC YHZ YQM YFB YUL YQB YRT YQT YYT YYZ YTZ YVR YYJ YWG YXY YZF | Destinos nacionales del Aeropuerto de Ottawa YOW YYC YYG YEG YFC YHZ YQM YFB YUL YQB YRT YQT YYT YYZ YTZ YVR YYJ YWG YXY YZF |
| Destinos | Porter Airlines | Air Canada | WestJet | Canadian North | Air North | Otra | # | |
| --- | --- | --- | --- | --- | --- | --- | --- | --- |
| Calgary (YYC) | • | • | • | | | | 3 | |
| Charlottetown (YYG) | • | | | | | | 1 | |
| Edmonton (YEG) | • | | • | | | | 2 | |
| Fredericton (YFC) | • | | | | | | 1 | |
| Halifax (YHZ) | • | • | | | | | 2 | |
| Iqaluit (YFB) | | | | • | | | 1 | |
| Moncton (YQM) | • | | | | | | 1 | |
| Montreal (YUL) | | • | | | | | 1 | |
| Quebec (YQB) | | • | | | | | 1 | |
| Rankin Inlet (YRT) | | | | • | | | 1 | |
| San Juan de Terranova (YYT)                                                                                                  | • | | | | | | 1 | |
| Thunder Bay (YQT) | • | | | | | | 1 | |
| Toronto (YYZ) | • | • | • | | | | 3 | |
| Toronto (YTZ) | • | • | | | | | 2 | |
| Vancouver (YVR) | • | • | • | | | | 3 | |
| Victoria (YYJ) | • | | | | | | 1 | |
| Winnipeg (YWG) | • | • | • | | | | 3 | |
| Whitehorse (YXY) | | | | | • | | 1 | |
| Yellowknife (YZF) | | | | • | • | | 2 | |
| Total | 13 | 8 | 5 | 3 | 2 | 0 | 19 | |

### Destinos internacionales
Se ofrece servicio a 19 destinos internacionales (10 estacionales), a cargo de 9 aerolíneas.
| Estados Unidos (9 destinos [2 estacionales], 5 aerolíneas)     |                                                       | |
| Boston                                                         | Aeropuerto Internacional Logan                        | Porter Airlines |
| Chicago                                                        | Aeropuerto Internacional O'Hare                       | United Express |
| Fort Lauderdale                                                | Aeropuerto Internacional de Fort Lauderdale-Hollywood | Air Canada (Estacional) / Porter Airlines                                                                                     |
| Fort Myers                                                     | Aeropuerto Internacional de Florida Suroccidental     | Porter Airlines (Estacional) / WestJet (Estacional)                                                                           |
| Newark                                                         | Aeropuerto Internacional Libertad de Newark           | Porter Airlines / United Express                                                                                              |
| Orlando                                                        | Aeropuerto Internacional de Orlando                   | Air Canada (Estacional) / Porter Airlines                                                                                     |
| Tampa                                                          | Aeropuerto Internacional de Tampa                     | Air Canada (Estacional) / Porter Airlines (Estacional)                                                                        |
| Washington D. C.                                               | Aeropuerto Internacional de Washington-Dulles         | United Express |
| Washington D. C.                                               | Aeropuerto Nacional Ronald Reagan de Washington       | Air Canada Express |
| México (2 destinos [estacionales], 3 aerolíneas)               |                                                       | |
| Cancún                                                         | Aeropuerto Internacional de Cancún                    | Air Canada (Estacional) / Air Transat (Estacional) / Porter Airlines (Estacional) (inicia el 17 de diciembre de 2025)         |
| Puerto Vallarta                                                | Aeropuerto Internacional de Puerto Vallarta           | Porter Airlines (Estacional) (inicia el 13 de diciembre de 2025)                                                              |
| Centroamérica y El Caribe                                      |                                                       | |
| Bahamas (1 destino [estacional], 2 aerolíneas)                 |                                                       | |
| Nasáu                                                          | Aeropuerto Internacional Lynden Pindling              | Air Canada (Estacional) (inicia el 5 de diciembre de 2025) / Porter Airlines (Estacional) (inicia el 13 de diciembre de 2025) |
| Costa Rica (1 destino [estacional], 1 aerolínea)               |                                                       | |
| Liberia                                                        | Aeropuerto de Guanacaste                              | Porter Airlines (Estacional) (inicia el 17 de diciembre de 2025)                                                              |
| Islas Caimán (1 destino [estacional], 1 aerolínea)             |                                                       | |
| Gran Caimán                                                    | Aeropuerto Internacional Owen Roberts                 | Porter Airlines (Estacional) (inicia el 19 de diciembre de 2025)                                                              |
| Jamaica (1 destino [estacional], 1 aerolínea)                  |                                                       | |
| Montego Bay                                                    | Aeropuerto Internacional Sir Donald Sangster          | Air Canada (Estacional) (reinicia el 7 de diciembre de 2025)                                                                  |
| República Dominicana (2 destinos [estacionales], 2 aerolíneas) |                                                       | |
| Puerto Plata                                                   | Aeropuerto Internacional Gregorio Luperón             | Air Transat (Estacional) |
| Punta Cana                                                     | Aeropuerto Internacional de Punta Cana                | Air Canada (Estacional) / Air Transat (Estacional)                                                                            |
| Europa                                                         |                                                       | |
| Francia (1 destino, 1 aerolínea)                               |                                                       | |
| París                                                          | Aeropuerto de París-Charles de Gaulle                 | Air France |
| Reino Unido (1 destino, 1 aerolínea)                           |                                                       | |
| Londres                                                        | Aeropuerto de Londres-Heathrow                        | Air Canada |
| Total: 19 destinos (10 estacionales), 9 países, 8 aerolíneas   |                                                       | |

## Estadísticas

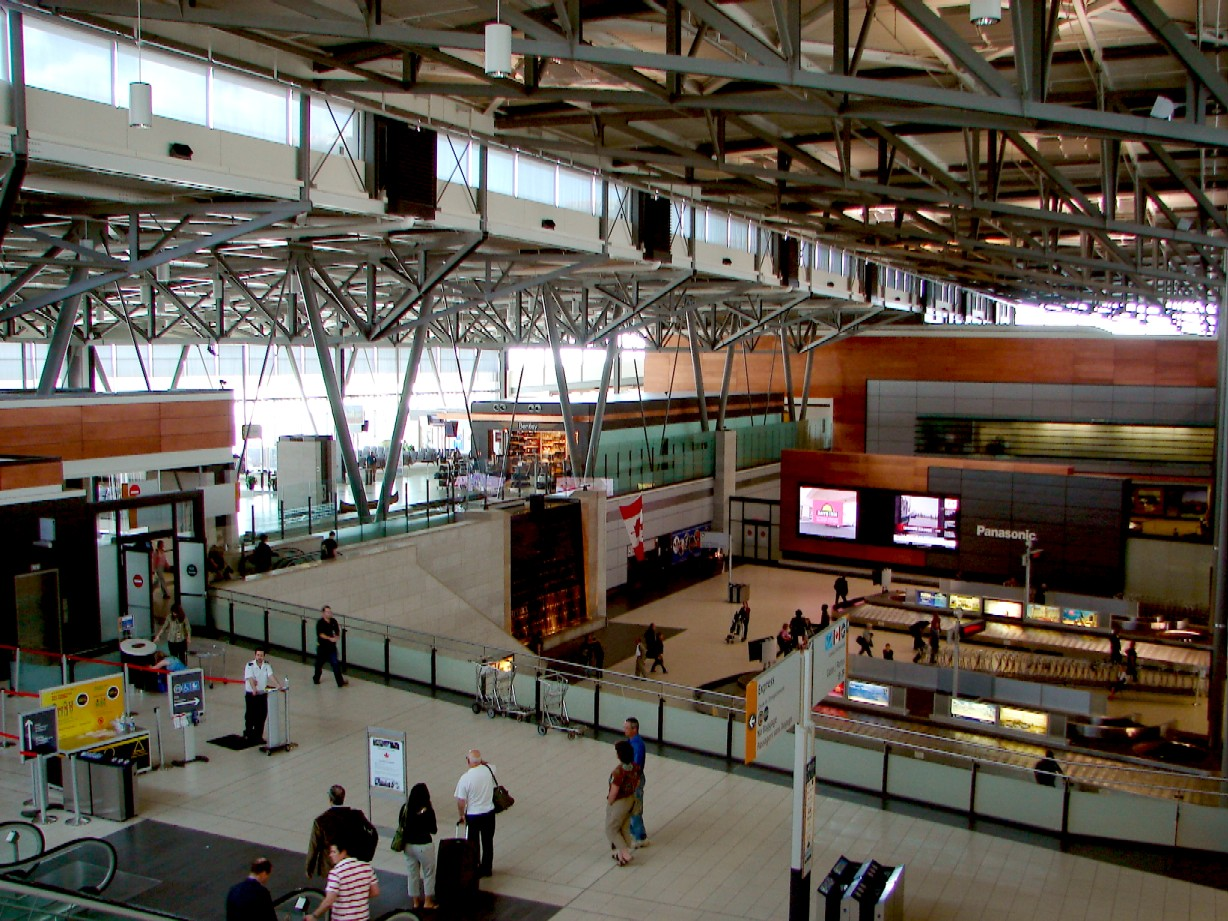
Interior de la Terminal.

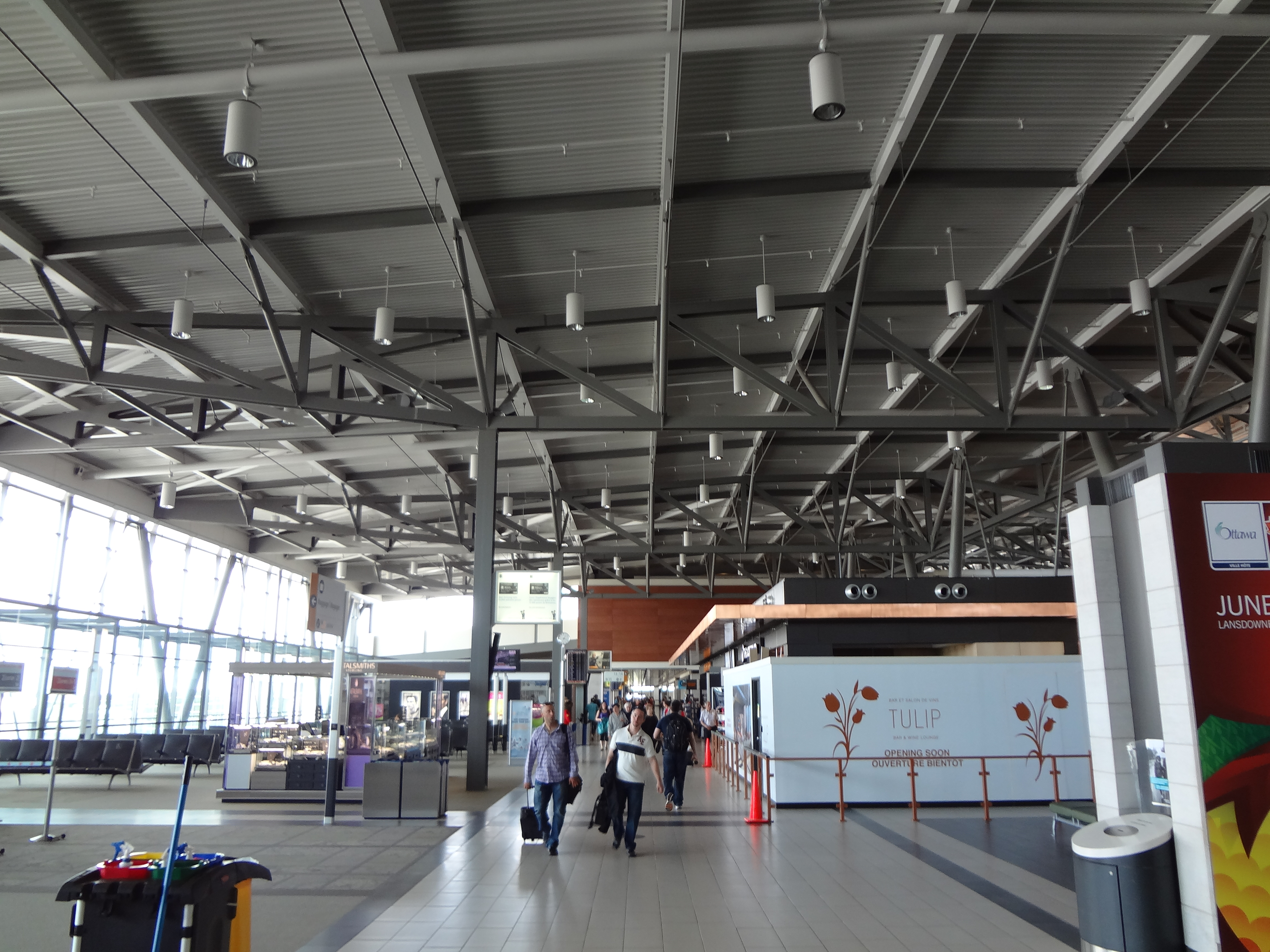
Sala Nacional

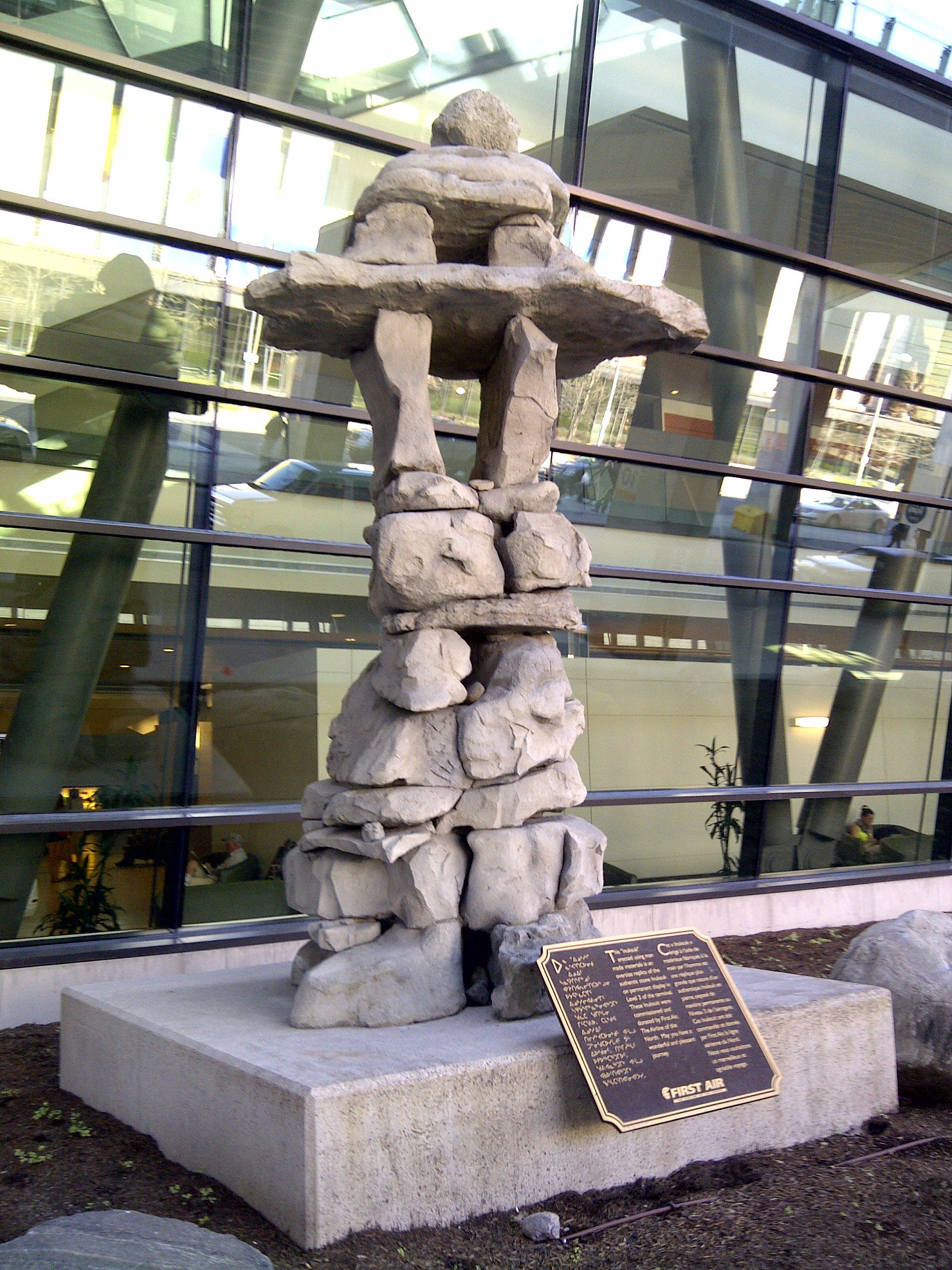
Inukshuk en el aeropuerto internacional Macdonald-Cartier en Ottawa, Ontario, Canadá.

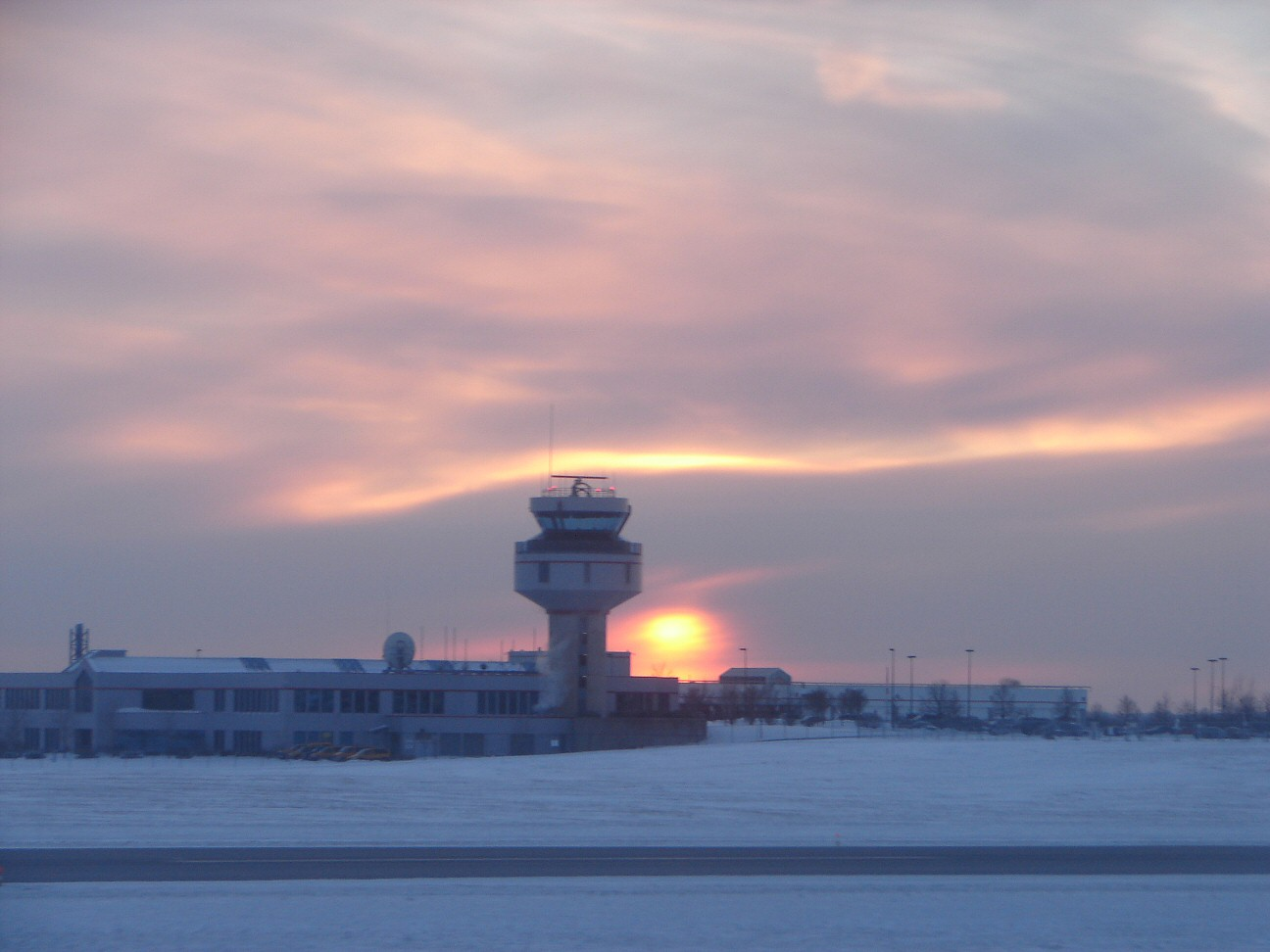
Torre de control del aeropuerto.

### Tráfico anual
| Año  | Pasajeros | Cambio % |
| ---- | --------- | -------- |
| 1996 | 2,857,838 |          |
| 1997 | 3,046,368 | 6.60%    |
| 1998 | 3,110,548 | 2.11%    |
| 1999 | 3,211,607 | 3.25%    |
| 2000 | 3,434,345 | 6.94%    |
| 2001 | 3,391,295 | 1.25%    |
| 2002 | 3,216,886 | 5.14%    |
| 2003 | 3,262,345 | 1.41%    |
| 2004 | 3,609,885 | 10.65%   |
| 2005 | 3,735,433 | 3.48%    |
| 2006 | 3,807,756 | 1.94%    |
| 2007 | 4,088,528 | 7.37%    |
| 2008 | 4,339,225 | 6.13%    |
| 2009 | 4,232,830 | 2.45%    |
| 2010 | 4,473,894 | 5.70%    |
| 2011 | 4,624,626 | 3.37%    |
| 2012 | 4,685,956 | 1.33%    |
| 2013 | 4,578,591 | 2.29%    |
| 2014 | 4,616,448 | 0.83%    |
| 2015 | 4,656,360 | 0.86%    |
| 2016 | 4,743,091 | 1.86%    |
| 2017 | 4,839,677 | 2.04%    |
| 2018 | 5,110,801 | 5.60%    |
| 2019 | 5,106,487 | 0.08%    |
| 2020 | 1,363,512 | 73.30%   |
| 2021 | 1,170,789 | 14.13%   |
| 2022 | 2,992,334 | 155.58%  |
| 2023 | 4,095,914 | 36.88%   |
| 2024 | 4,606,824 | 12.47%   |

## Aeropuertos cercanos
Los aeropuertos más cercanos son:
- Aeropuerto Internacional de Ogdensburg (72km)
- Aeropuerto Internacional de Massena (77km)
- Aeropuerto de Kingston-Rogers (142km)
- Aeropuerto Regional de Watertown (150km)
- Aeropuerto Internacional de Mont Tremblant (150km)